# La Ventrouze
La Ventrouze – miejscowość i gmina we Francji, w regionie Normandia, w departamencie Orne.
Według danych na rok 1990 gminę zamieszkiwało 135 osób, a gęstość zaludnienia wynosiła 19 osób/km² (wśród 1815 gmin Dolnej Normandii La Ventrouze plasuje się na 751. miejscu pod względem liczby ludności, natomiast pod względem powierzchni na miejscu 708.).